# شهرستان کمدن (کارولینای شمالی)
شهرستان کمدن، کارولینای شمالی (به انگلیسی: Camden County, North Carolina) یک شهر در ایالات متحده آمریکا است که در کارولینای شمالی واقع شده‌است.

## خصوصیات
شهرستان کمدن ۷۹۲٫۵۴ کیلومترمربع مساحت دارد.